# Rugosarosor
Rugosaros (Rosa Rugosa-gruppen) är en grupp av rosor. Till gruppen räknas selektioner av, och hybrider med vresros (R. rugosa). Gruppen inkluderar Bruantii-Gruppen och motsvarar beteckningen "Hybrid Rugosa" i Modern Roses 11.

## Sorter
- 'Adiantifolia'
- 'Agnes'
- 'Alba'
- 'Amélie Gravereaux'
- 'Arne'
- 'Belle Poitevine'
- 'Blanc Double de Coubert'
- 'Calocarpa'
- 'Carmen'
- 'Charles Albanel'
- 'Conrad Ferdinand Meyer'
- 'David Thompson'
- 'Delicata'
- 'Dr Eckener'
- DR SELMA LAGERLÖF
- 'Fimbriata'
- 'F. J. Grootendorst' nejlikros
- 'Fru Dagmar Hastrup' (Poulsen 1914)
- 'George Will'
- 'Grootendorst Supreme'
- 'Hansa'
- 'Hansnovem' (SCHNEEKOPPE)
- 'Hastrup Apart'
- 'Henry Hudson'
- 'Jens Munk'
- 'Korgosa' (KORDES' ROSE ROBUSTA)
- 'Korhassi' (HANSALAND)
- 'Korpinrob'
- 'Lac Majeau'
- 'Lady Curzon'
- 'Louise Bugnet'
- 'Martin Frobisher'
- 'Max Graf'
- 'Mme Ancelot'
- 'Mme Georges Bruant'
- 'Moje Hammarberg'
- 'Mont Blanc'
- 'Monte Rosa'
- 'Moryelrug' (GELBE DAGMAR HASTRUP)
- 'Mrs Anthony Waterer'
- 'New Century'
- 'Nijveldt's White'
- 'Nova Zembla'
- 'Paulii Rosea'
- PIERETTE
- 'Pink Grootendorst'
- 'Pohjolan Kuningatar'
- 'Ritausma'
- 'Rokoko'
- 'Rosea'
- 'Rose à Parfume de l'Hay'
- 'Roseraie de l'Hay'
- 'Rugspin'
- 'Ruskin'
- RÖD ROBUSTA
- 'Sarah van Fleet'
- 'Scabrosa'
- 'Schneezwerg'
- 'Signe Relander'
- 'Souvenir de Cristophe Cochet'
- 'Souvenir de Philémon Cochet'
- 'Speruge' (RED DAGMAR)
- 'Thérèse Bugnet'
- 'Thusnelda'
- 'Wasagaming'
- 'White Grootendorst'
- 'Örträsk'

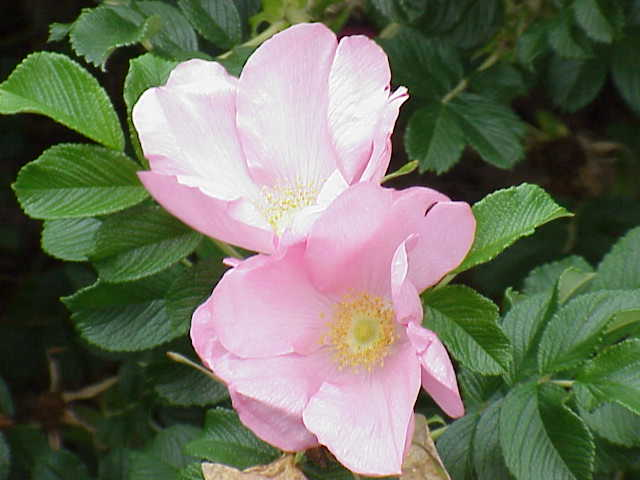
'Fru Dagmar Hastrup'
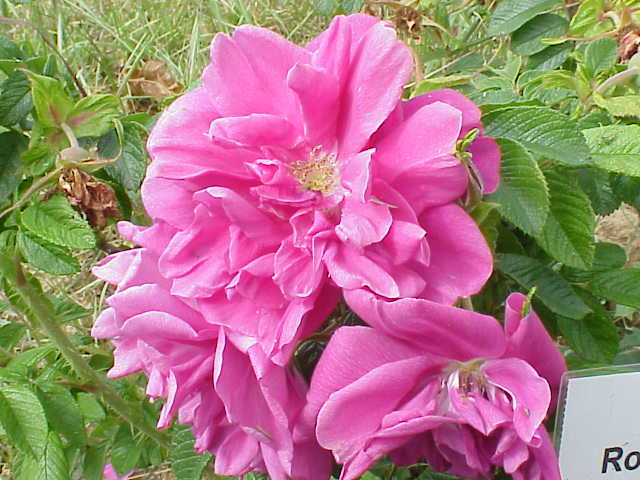
'Hansa'
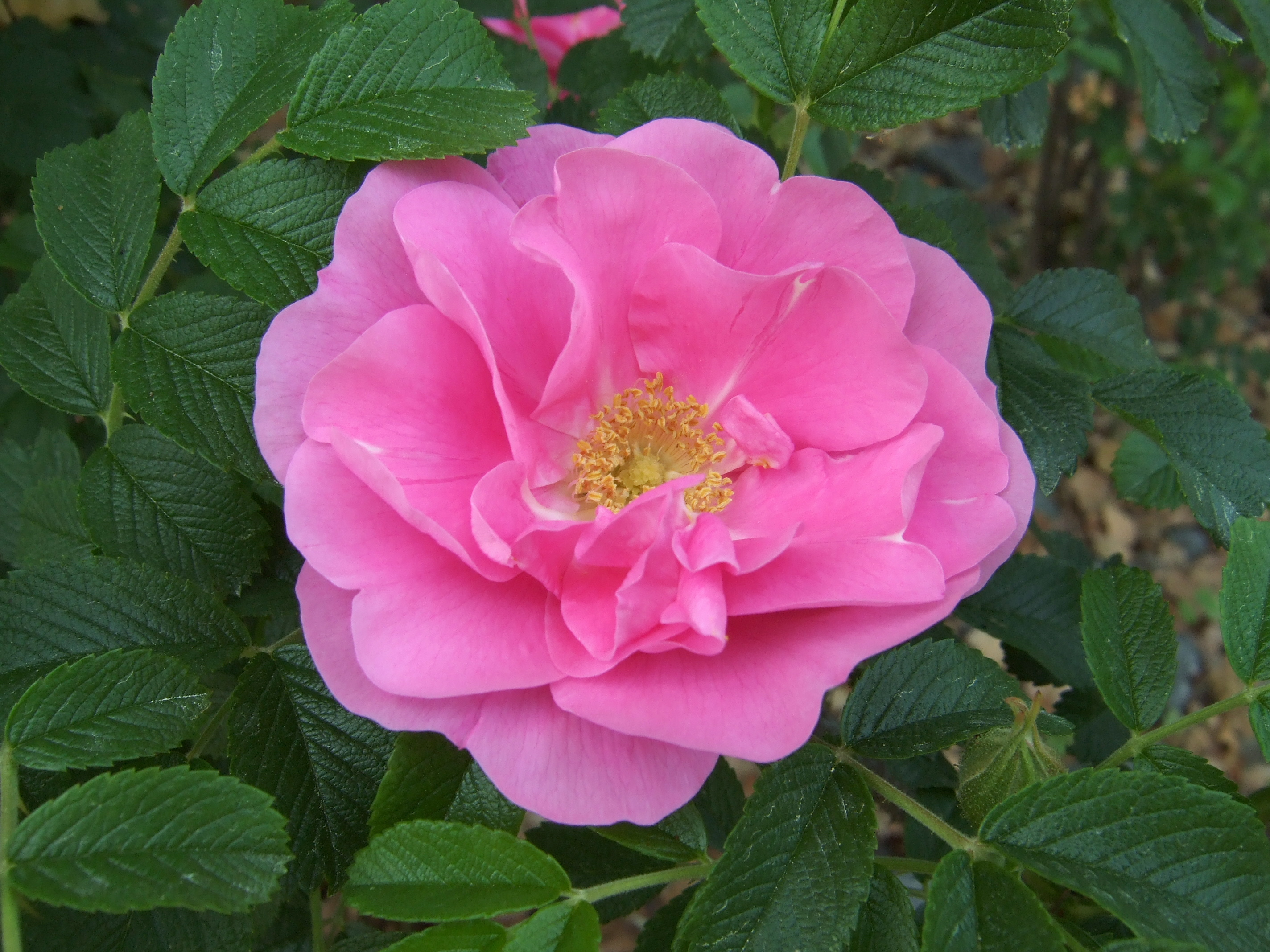
'Jens Munk'
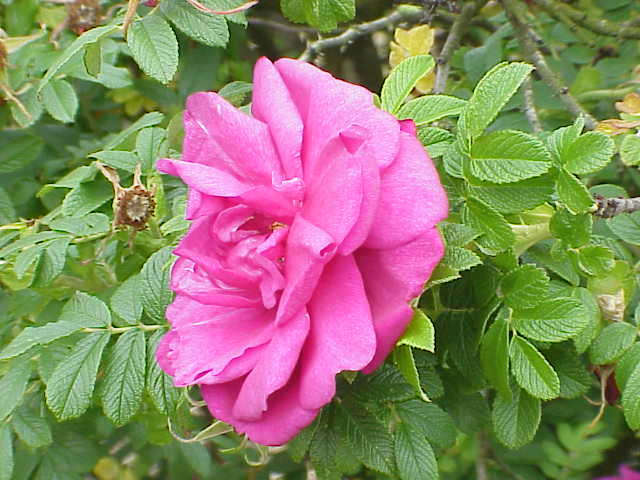
'Rose à Parfume de l'Hay'
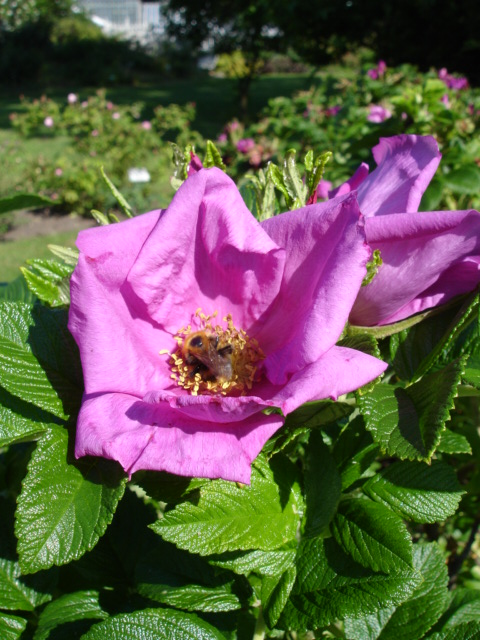
'Scabrosa'

- Wikimedia Commons har media som rör Rugusarosor.